# Trachypholis magna
Trachypholis magna is een keversoort uit de familie somberkevers (Zopheridae). De wetenschappelijke naam van de soort werd in 1911 gepubliceerd door Antoine Henri Grouvelle.